# Настоящий рэп
«Настоящий рэп» (англ. Rap Sh!t) — американский музыкальный комедийный сериал, созданный Иссой Рэй для стримингового сервиса HBO Max. Сериал рассказывает о двух подругах, которые пытаются добиться успеха в музыкальной индустрии. Вдохновлён историей хип-хоп-дуэта City Girls из Майами. Первая серия вышла 21 июля 2022 года. 9 ноября 2023 года начался 2 сезон. 18 января 2024 года стало известно, что сериал закрыт.

## Сюжет
Две школьные подруги из Майами воссоединяются вместе через несколько лет после окончания школы, чтобы попробовать создать рэп-группу.

## В ролях

### Основные
- Аида Осман[англ.] — Шона Кларк; начинающий рэпер и работница отеля
- KaMillion[англ.] — Миа Найт; мать-одиночка
- Джоника Бут[англ.] — Честити; сутенёрша
- АрДжей Сайлер[англ.] — Ламонт; начинающий продюсер, бывший муж Мии и отец их дочери Мелиссы
- Дэниэл Аугустин — Морис; коллега Шоны по работе в отеле

### Второстепенные
- Джабук Янг-Уайт[англ.] — Франсуа Бум; продюсер и одноклассник Шоны
- Кэт Каннинг[англ.] — Рейна Рейн; рэпер
- Бобби Бэйкер[англ.] — Робин; мама Мии
- Фрэнки Лав Найт — Мелисса; дочь Мии и Ламонта
- Дерриус Логан — Кэш; рэпер
- Джейкоб Гибсон — Лорд АК; рэпер
- Доминик Перри[англ.] — Нелли; подруга Мии
- Бриттни Джеффресон — Алиса; подруга Мии
- Девон Террелл[англ.] — Клифф Льюис; парень Шоны
- Патрик Кейдж — Гат; рэпер
- Кайл Бари — Кортни Люк; рэпер
- Шеннон Вайс — Тиффани; мама Лулу, подруги Мелиссы
- Эшли Шарп Честнат[англ.] — Фатима; одногруппница Клиффа
- Амандла Яхава — Джилл; подруга Шоны по колледжу, сотрудница Spotify
- Жан Эли — Стэнли; кузен Мориса
- Майкл Бизли — Кэлвин; дядя Честити
- Бриттани С. Холл — Алекс; сотрудница Red Bull
- Аскайлер Белл — Лулу; подруга Мелиссы
- Найджа Бренея — Джазмин; одна из проституток Честити
- Дейзи Фернандес — Пичес; одна из проституток Честити
- Притти Ви — Дежа; одна из проституток Честити
- Виктория Ричардс — Трежур; одна из проституток Честити
- Шавана Картер — Миракл; одна из проституток Честити
- Некоторые известные люди появляются в небольших ролях в качестве самих себя: Guapdad 4000[англ.], Тимбалэнд, Brent Faiyaz[англ.], Tobe Nwigwe[англ.], Бенжамин Крамп[англ.], Maliibu Miitch[англ.], Пардизон Фонтейн.

## Производство
В октябре 2019 года стало известно, что Исса Рэй будет продюсировать комедийный сериал о женской рэп-группе из Южной Флориды для HBO Max. Созданием сериала занялась её компания Hoorae Media совместно с 3 Arts Entertainment. Это новый крупный проект для её компании после сериала «Белая ворона», который продержался 5 сезонов. Исса Рэй также выступила главным сценаристом сериала. Сам сериал вдохновлён историей хип-хоп-дуэта из Майами City Girls.
5 мая 2021 года было объявлено, что главные роли исполнят сценаристка Аида Осман, рэперша KaMillion и комедиантка Джоника Бут. Основной съёмочный процесс начался 8 августа 2021 года в Майами. 23 августа 2021 года было сообщено, что Дев Хайнс выступит в качестве композитора.

## Выпуск
Премьера сериала прошла на American Black Film Festival 18 июня 2022 года. На HBO Max сериал начался 21 июля. 12 сентября стало известно, что сериал продлён на 2 сезон. Премьера второго сезона была запланирована на 10 августа 2023 года, но была перенесена на 9 ноября из-за забастовки голливудских сценаристов и актёров.

## Отзывы
Отзывы критиков были в основном положительными. На сайте Rotten Tomatoes рейтинг «свежести» сериала 100 %, а на Metacritic у сериала 80 баллов из 100.

## Список эпизодов

### 1 сезон
| № | Название                                          | Режиссёр             | Автор сценария                 | Дата премьеры   |
| --- | ------------------------------------------------- | -------------------- | ------------------------------ | --------------- |
| 1 | «Кое-что для города» «Something for the City»     | Сейде Клакен Джозеф  | Исса Рэй                       | 21 июля 2022    |
| Шона живёт в районе Маленькое Гаити в Майами, а работает в отеле в историческом районе Майами-Бич за стойкой регистрации. Некоторое время назад она записала видео с рэпом, который сама сочинила. Это видео стало вирусным. Ради музыкальной карьеры Шона бросила колледж, но работа с продюсером у неё не задалась, и из этой затеи ничего не вышло. Шона продолжает выпускать новые видео с рэпом, но уже под другим именем. Теперь она использует маску и парик в стиле афро. Она сочиняет серьёзные тексты, но большим успехом они не пользуются. Параллельно в отеле Шона занимается мошенничеством с кредитными картами постояльцев. Конкретно её задача заключается в фотографировании этих карт. Как-то неожиданно ей звонит старая школьная подруга Миа, с которой она не общалась уже несколько лет. Мие нужно было срочно оставить с кем-то свою маленькую дочь. После школы Миа работала стриптизёршей. Сейчас она работает визажистом и подрабатывает веб-моделью на OnlyFans, ведя эротические стримы. С отцом своей дочери Ламонтом она не живёт вместе. Сам же Ламонт крутится где-то в музыкальном бизнесе. Позже Шона и Миа идут вдвоём поразвлечься и, болтая, решают, что могли бы попробовать организовать вместе рэп-группу.                    |                                                   |                      |                                |                 |
| 2 | «Кое-что для девчонок» «Something for the Girls»  | Сейде Клакен Джозеф  | Роза Хандельман                | 21 июля 2022    |
| Миа приходит домой к Шоне, чтобы попытаться написать совместный трек. У девушек сразу же начинаются разногласия по поводу видения их будущей музыки. Шона хочет исполнять свой осмысленный рэп о социальных проблемах, а Миа хочет обычный современный женский рэп про секс и вечеринки. Постепенно ей удаётся склонить Шону на свою сторону. Клифф, парень Шоны, который учится в Нью-Йорке, предупреждает, что Миа олицетворяет в себе всё то, против чего Шона всегда боролась. Девушки записывают трек «Seduce and Scheme». Шона просит свою подругу Джилл, которая работает в Spotify, показать их рэп тамошним продюсерам. Ламонт получает крупную сумму денег от какой-то своей сделки, и часть этих денег переводит Мие. У их дочери в школе проблемы, она нагрубила другому ребёнку. |                                                   |                      |                                |                 |
| 3 | «Кое-что для района» «Something for the Hood»     | Кристиан Нолан Джонс | Сирита Синглтон                | 28 июля 2022    |
| Честити — предприимчивая женщина, которая занимается всем подряд. Например, в сферу её деятельности входит организация вечеринок. В её распоряжении также есть несколько проституток, которые на неё работают. Честити узнаёт, что Миа записала трек и предлагает ей сотрудничество. Обналичиванием банковских карточек, данные о которых собирает Шона, занимается её коллега с работы Морис, который в отеле работает консьержем. Он покупает по дубликатам этих карточек различные товары, а потом перепродаёт их. У Ламонта начинаются проблемы с деньгами, попутно у него изымают машину. Миа просит его посмотреть их с Шоной песню. Для трека нужно сочинить новую музыку, так как первоначально девушки использовали чужой инструментал. |                                                   |                      |                                |                 |
| 4 | «Кое-что для клубов» «Something for the Clubs»    | Лоуренс Ламонт       | Нина Глостер                   | 4 августа 2022  |
| Миа рассказывает по видеосвязи о своей песне своему отцу. Её отец имеет отношение к музыке, но сейчас сидит в тюрьме за убийство. Клифф присылает Шоне голосовое сообщение, где рассказывает, что не ожидал от неё подобного рода песни. Честити возит Мию и Шону по клубам, чтобы представить их своему якобы знакомому продюсеру. Тот развлекается и никакого интереса к общению с Честити не проявляет. Тем не менее, Честити обманом заставляет диджея поставить трек Мии и Шоны. Шона танцует в клубе с Морисом. Позже она приходит к мысли, что хотела бы навестить, наконец, Клиффа в Нью-Йорке. Миа изъявляет желание присоединиться к ней в этом путешествии по своим причинам. |                                                   |                      |                                |                 |
| 5 | «Кое-что для уикенда» «Something for the Weekend» | Кевин Брэй           | Фрэн Рихтер и Чад Сандерс      | 11 августа 2022 |
| Шона очень удивила Клиффа, когда неожиданно нагрянула к нему в Нью-Йорк. Она проводит там время с ним и его друзьями. Миа же отправляется на свидание со своим богатым белым подписчиком с OnlyFans. В конце свидания она не позволяет ему подняться к себе в номер, сославшись на усталость. Позже станет известно, что он всё равно пришёл к ней, ещё и со своим другом. Миа прогнала их обоих. Утром она узнала, что её выселяют из дорогой гостиницы. Девушка была вынуждена отправиться к Клиффу, который снимает жильё с несколькими другими студентами. Шона и Миа узнают, что на их песню обратили внимание в Spotify и они добавят её в один из своих плейлистов. Дуэт приглашают в Spotify на вечеринку. Клифф идёт с ними, но чувствует себя там брошенным. Миа затевает драку с незнакомой девушкой и им приходиться покинуть вечеринку. Пьяный Клифф ссориться с Шоной. Девушки отправляются домой в Майами. |                                                   |                      |                                |                 |
| 6 | «Кое-что для бабули» «Something for the Gram»     | Эми Аниоби           | Аида Осман и Кид Фьюри         | 18 августа 2022 |
| Видео с дракой на вечеринке расходится в интернете. Теперь Мию травят в социальных сетях, из-за чего она очень переживает. Ламонт навещает её и проводит с ней время. Шона отправляется на пляж и зовёт с собой Мориса. Они весело проводят время, катаются на гидроциклах, во время чего Шона даже топит свой телефон, а затем отправляются в свой отель, где уединяются в дорогом номере. Позже Шона отчитывает на прямой трансляции видеоблогера, который хэйтит Мию. Миа тем временем сама сочиняет текст для новой песни, а Ламонт помогает ей с музыкой. Честити пытается организовать для девочек живое выступление. |                                                   |                      |                                |                 |
| 7 | «Кое-что для диджея» «Something for the DJ»       | Лоуренс Ламонт       | Кристофер Сэнфорд и Элиза Диоп | 25 августа 2022 |
| Франсуа, одноклассник и первый продюсер Шоны, предлагает ей сотрудничество. Он работает с начинающей белой рэпершей Рейной Рейн и хотел бы, чтобы Шона записала с ней коллаборацию. Шона не может ему простить его предательства в прошлом, а его нынешнюю протеже она терпеть не может. Ламонт делает шаги навстречу Мие и хочет восстановить их отношения. Шона подозревает, что это может быть связано только с тем, что Миа становится известной. Шона и Миа выступают в живую на вечеринке Джеймса Хардена. Они исполняют одну песню, когда Шона неожиданно решает зачитать свой социальный фристайл, которым она промышляла в начале своей карьеры. На этом их выступление и заканчивается. Миа очень раздражается, так как не была готова к такому перформансу от подруги. Она так и не исполнила песню, которую сама написала и теперь считает Шону эгоисткой. Сама Шона раздражается из-за Честити. С одной стороны именно Честити протолкнула на эту вечеринку их дуэт, но с другой стороны она попутно привела сюда и своих проституток. Шона опасается, что это может навредить их репутации. |                                                   |                      |                                |                 |
| 8 | «Кое-что на дорожку» «Something for The Road»     | Джей Эллис           | Исса Рэй и Сирита Синглтон     | 1 сентября 2022 |
| Миа игнорирует попытки Шоны помириться. Она отправляется в клуб со своими подругами, где сталкивается с рэпером Кэшем, который во время прошлой их встречи, на вечеринке Джеймса Хардена, пролил на неё свой напиток. Кэш пытается добиться расположения Мии и даёт ей просто так несколько пачек с деньгами. Миа сообщает Ламонту, что её отношения с ним завершены. После множества неудачных попыток Шоне удаётся, наконец, связаться с Морисом. Тот рассказывает, что в последнее время находился в полиции. Шона в панике отправляется домой и удаляет с ноутбука все фотографии банковских карточек, которые она делала. Она пишет сообщение Клиффу и тот отвечает, что тоже скучает по ней. Шона отправляется к Франсуа и сообщает ему, что согласна с ним работать. Честити устраивает встречу между Мией и Шоной. Она объясняет им, что они должны опять сойтись вместе и начать работать, в противном же случае она вообще может просто уничтожить их репутацию. Шона обещает Мие впредь сдерживать своё самолюбие. Она также считает, что они могли бы прекрасно обойтись и без Честити, но Миа так не хочет. Франсуа организует тур Рейны Рейн и ставит дуэт Шоны и Мии к ней на разогрев. В отель на работу к Шоне приезжает полиция, чтобы задержать её. |                                                   |                      |                                |                 |

### 2 сезон
| № | Название                                | Режиссёр       | Автор сценария           | Дата премьеры   |
| --- | --------------------------------------- | -------------- | ------------------------ | --------------- |
| 1 | «Чёс» «Yield»                           | Ава Беркофски  | Сирита Синглтон          | 9 ноября 2023   |
| Шона и Миа записывают совместную песню с Рейной Рейн и снимаются вместе с ней в клипе. Затем они узнают, что тур, в который им предложил поехать Франсуа, будет туром рэпера Лорда АК, а они лишь будут подпевать Рейне Рейн, которая у него на разогреве. Девушки даже не смогут исполнить два своих трека. Подумав, подруги соглашаются и на такие условия. Миа пытается найти с кем оставить на ближайший месяц свою дочь. Она не хочет оставлять ребёнка со своей взбалмошной матерью и невольно ей приходится обратиться за помощью к Ламонту. Вместе с Шоной и Мией в тур отправляется и Честити, которая представляет себя их менеджером. |                                         |                |                          |                 |
| 2 | «В пробке» «Heavy Traffic»              | Ава Беркофски  | Нина Глостер             | 9 ноября 2023   |
| Первая остановка тура в Портленде, штат Орегон. Шона недовольна тем, что они должны выступать в передниках, но не сама Рейна Рейн. Шона, Миа и Честити после выступления отправляются за кулисы, чтобы посмотреть собственно на самого Лорда АК. Мие удаётся познакомиться с рэпером Кортни Люком, а Шону обижает рэпер Гат. Он устраивает викторину и Шоне удаётся ответить на сложный вопрос, за что он и обливает её шампанским. У Мии продолжаются отношения с Кэшем. Тот сообщает ей, что срочно хочет её видеть, поэтому она должна лететь к нему, а после от него лететь уже сразу в следующий по маршруту тура город. Ламонт не может справиться с Мелиссой. Ему приходится брать её с собой на работу в звукозаписывающую студию. |                                         |                |                          |                 |
| 3 | «Просёлочная дорога» «Rough Road»       | Лоуренс Ламонт | Азиза Барнс и Акила Грин | 16 ноября 2023  |
| Полиция продолжает заниматься делом, связанным с мошенничеством. В участке ещё раз побывали Морис и его кузен и подельник Стэнли. Морис озадачен тем, что после допроса Стэнли ему начали предъявлять обвинения. Стэнли же заявляет, что никого не сдавал и советует обратить внимание на Шону. С этого момента Морис начинает записывать свои телефонные разговоры с Шоной. У Шоны заканчиваются деньги, и ей приходится воровать в магазине. Ломается гастрольный автобус. Шона и Честити отправляются к месту назначения пешком, но теряются в районе каких-то ферм. Честити рассказывает историю о своём дяде и о том, как она занялась семейным бизнесом и стала сутенёршей. Сейчас Честити переживает, что её проститутки, оставшись в Майами без присмотра, занялись самодеятельностью. Миа проводит время с Кэшем. Позже в аэропорту она хочет отправить своим подругам своё селфи в постели со спящим Кэшем, но случайно отправляет это фото ему самому. |                                         |                |                          |                 |
| 4 | «Окружной маршрут» «Detour»             | Лоуренс Ламонт | Дэйв Хелем               | 23 ноября 2023  |
| Кэш игнорирует Мию и не отвечает на её сообщения. В Окленде девушкам приходится жить в дешёвом мотеле. Рейна Рейн даёт интервью музыкальному изданию, но Шону и Мию упоминает только вскользь. Во время созвона с Ламонтом, Миа приглашает того в Лос-Анджелес, их следующий пункт назначения. Франсуа отводит девушек на вечеринку, где они должны будут выступить. Шона и Миа, посмотрев на местную публику, отказываются это делать, но передумывают, чтобы проучить напыщенную и пафосную Рейну Рейн. Лорд АК хвалит их выступление и Шоне наконец удаётся по душам поговорить с ним. Миа проводит ночь с Кортни Люком. Утром она обнаруживает, что Кэш опубликовал её интимную фотографию в своём сторис. |                                         |                |                          |                 |
| 5 | «Тупик» «Dead End»                      | Эми Аниоби     | Кристофер Сэнфорд        | 30 ноября 2023  |
| Тур добирается до Лос-Анджелеса. Франсуа просит девочек извиниться перед Рейной Рейн и сообщает им, что ими заинтересовался лейбл. Вся компания собирается на вечеринку журнала Billboard. Миа не может разобраться со своими мужчинами. Кэш прислал ей дорогое платье и сообщил, что придёт на эту вечеринку, но там будет и Кортни Люк. Ранее Миа сама пригласила прилететь и Ламонта. Сославшись на занятость, Миа просит Ламонта остаться дома. На вечеринке ей приходится крутиться одновременно между двумя мужчинами. Пытаясь извиниться перед Рейной, Шона только больше ссорится с ней, вываливая свои претензии. В частности ей не нравится, что Рейна, будучи белой, ведёт себя как стереотипная чернокожая. Шоне удаётся снова провести время с Лордом АК. В этот раз дело почти доходит до секса, но у рэпера отсутствует эрекция. Он сетует на наркотики и расстроенный выходит на балкон. Неожиданно его одежда, а затем и он сам, загораются от открытого огня. Начинается паника. |                                         |                |                          |                 |
| 6 | «Крутой поворот» «U-Turn»               | Эми Аниоби     | Кид Фьюри                | 7 декабря 2023  |
| Лорд АК в коме, тур отменён. Шона, Миа и Честити возвращаются в Майами. Пока Честити была в разъездах, её проституток прогнали с их точки. Честити пытается уладить дела и разгоняет с этой точки чужих проституток. Их сутенёр жестоко избивает её. Честити приходится просить помощи у своего дяди. Шона осталась без жилья и собирается пожить у Мии. К Мии приходят подруги, которых Шона плохо переносит. Они начинают шутить про Лорда АК, что в конечном итоге вызывает у Шоны паническую атаку. Она уходит к Морису, но надолго остаться у него не может из-за его кузена Стэнли, который плохо к ней относится и вообще настраивает Мориса против неё. Шона возвращается к Мие. Ламонт находит себе новую девушку. |                                         |                |                          |                 |
| 7 | «Парковка запрещена» «No Parking»       | Calmatic       | Элиза Диоп               | 14 декабря 2023 |
| Подписчики Шоны и Мии упрекают девушек в том, что у них нет своих битов, и они используют в своих песнях чужие семплы. В Майами прилетает Алекс, с которой Честити познакомилась в Лос-Анджелесе. Она работает в Red Bull и может помочь в продвижении Шоны и Мии, но вообще у неё к Честити романтический интерес. Миа, используя дочь, разузнаёт про новую пассию Ламонта. Оказывается, что тот начал встречаться с Тиффани, мамой подруги Мелиссы Лулу. Объявляется Франсуа. Он рассказывает Шоне, что отказался от Рейны Рейн и хочет теперь работать именно с их дуэтом. В планах у него запись их мини-альбома. Ламонт работает на студии с Кортни Люком, с которым ранее его свела Миа. Кортни Люку нужен женский вокал на один из своих треков и Ламонт приглашает для этого Мию. Когда все трое собираются вместе, Ламонт понимает, что между Мией и Кортни Люком есть какие-то отношения. Морис рассказывает Шоне, что под него копает полиция и ему грозит 15 месяцев тюрьмы или меньше, если он пойдёт на сотрудничество и сдаст подельников. |                                         |                |                          |                 |
| 8 | «Ремонтные работы» «Under Construction» | Calmatic       | Исса Рэй                 | 21 декабря 2023 |
| Франсуа и девочки записывают трек с Пардизоном Фонтейном. Алекс сообщает, что поможет Шоне и Мие заключить выгодный контракт с Red Bull. Франсуа в этом случае ставит свой ультиматум. Шона и Миа работают только с ним и действуют по его плану или работают с Честити, но тогда могут забыть про трек с Фонтейном. У Мелиссы день рождения и Миа организовывает для неё вечеринку. На праздник приходит Тиффани со своей дочерью Лулу. Это вызывает конфликт. Мелисса больше не дружит с Лулу, а Миа недовольна тем, что Тиффани крутится около Ламонта. Рэпер Гат, который теперь работает с Рейной Рейн, раздаёт интервью, где рассуждает о Лорде АК и женщинах в рэпе. Шона видит в этом попытку хайпа на трагедии с Лордом АК. Она гневно отчитывает Гата в своей трансляции. На сторону Шоны встают известные женщины-рэперы. Конфликт в социальных сетях разгорается и привлекает внимание к Шоне и Мие. На этом фоне Франсуа принимает решение срочно выпускать трек дуэта с Фонтейном. От сотрудничества с Честити Шоне и Мие приходится отказаться. Из-за всех этих дел Шона забывает про Мориса, которому родственники и друзья организовали прощальную вечеринку перед его отправкой в тюрьму. На телефоне Мориса всё ещё остаются записанные телефонные звонки от Шоны, где она признаётся в махинациях с кредитными картами. Теоретически он бы использовать эти звонки, чтобы смягчить себе участь. Ламонт сообщает Мие, что не хочет больше с ней никаких отношений, в том числе и рабочих на студии. |                                         |                |                          |                 |